# الحرب الجوية في الحرب العالمية الثانية

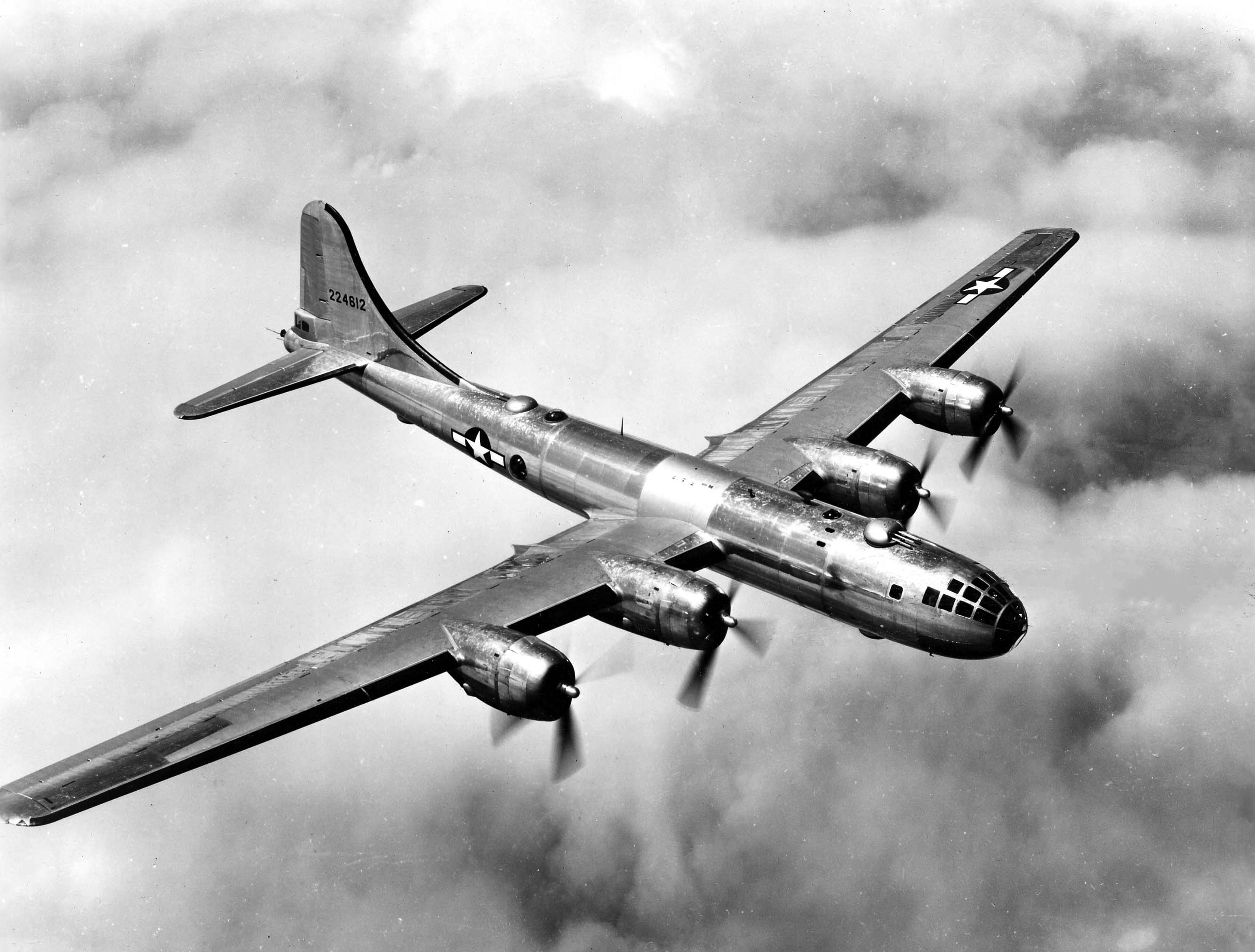
كانت طائرة بي-29 هي الطائرة الهجومية الاستراتيجية الأمريكية بعيدة المدى المستخدمة في قصف اليابان. كانت أكبر طائرة لها دور تشغيلي كبير في الحرب، ولا تزال الطائرة الوحيدة في التاريخ التي استخدمت سلاحًا نوويًا في القتال.

كانت الحرب الجوية في الحرب العالمية الثانية مكونًا رئيسيًا في جميع المسارح، واستهلكت، إلى جانب الحرب المضادة للطائرات، جزءًا كبيرًا من الإنتاج الصناعي للقوى الكبرى. اعتمدت ألمانيا واليابان على القوات الجوية التي اندمجت بشكل وثيق مع القوات البرية والبحرية؛ قللت قوى المحور من ميزة أساطيل القاذفات الاستراتيجية، وتأخرت في تقدير الحاجة إلى الدفاع ضد القصف الاستراتيجي للحلفاء. على النقيض من ذلك، اتبعت بريطانيا والولايات المتحدة مقاربة شددت إلى حد كبير على القصف الاستراتيجي، والسيطرة التكتيكية (بدرجة أقل) على ساحة المعركة عن طريق الجو، وكذلك الدفاعات الجوية المناسبة. قامت كل من بريطانيا والولايات المتحدة ببناء قوة إستراتيجية من القاذفات الكبيرة بعيدة المدى التي يمكن أن تحمل الحرب الجوية إلى وطن العدو. في وقت واحد، بنوا القوات الجوية التكتيكية التي يمكن أن تفوز بالتفوق الجوي على ساحات القتال، وبالتالي إعطاء مساعدة حيوية للقوات البرية. قامت الولايات المتحدة والبحرية الملكية أيضًا ببناء مكون بحري بحري قوي قائم على حاملات الطائرات، كما فعلت اليابان؛ لعبت هذه الدور الرئيسي في الحرب في البحر.

## التخطيط قبل الحرب
قبل عام 1939، كانت جميع الأطراف تعمل بموجب نماذج نظرية إلى حد كبير للحرب الجوية. لخص المنظر الإيطالي جوليو دوهيت في عشرينيات القرن الماضي الإيمان الذي طوره الطيارون خلال وبعد الحرب العالمية الأولى في فعالية القصف الاستراتيجي. قال الكثيرون إن ذلك وحده يمكن أن يفوز بالحروب،  لأن «الطائرات القاذفة ستخترق دائمًا». كان الأمريكيون واثقين من أن قاذفة بوينغ بي-17 القلعة الطائرة يمكنها الوصول إلى أهداف في العمق بدقة «برميل مخلل». شعر رواد الطيران اليابانيون أنهم طوروا أفضل طيارين بحريين في العالم.

## القوات الجوية

### ألمانيا النازية:لوفتفافه
كانت لوفتفافه ولا تزال اليوم سلاح الجو الألماني. فخر ألمانيا النازية بقيادة زعيمها هيرمان غورينغ، تعلمت تقنيات قتالية جديدة في الحرب الأهلية الإسبانية واعتبرها أدولف هتلر السلاح الاستراتيجي الحاسم الذي يحتاجه. أدت تقنيتها المتقدمة ونموها السريع إلى مخاوف مبالغ فيها في ثلاثينيات القرن الماضي، مما ساعد على إقناع البريطانيين والفرنسيين بالاسترضاء. في الحرب، كان أداء لوفتفافه جيدًا في 1939-1941، حيث أرعبت القاذفات الانقضاضية شتوكا وحدات المشاة للعدو. لكن كانت لوفتفافه منسقة بشكل سيئ مع الإستراتيجية الألمانية الشاملة، ولم ترتفع أبدًا إلى الحجم والنطاق المطلوبين في حرب شاملة، ويرجع ذلك جزئيًا إلى نقص البنية التحتية لإنتاج الطائرات العسكرية لكل من هياكل الطائرات ومحطات الطاقة المكتملة عند مقارنتها إما بالاتحاد السوفييتي أو الولايات المتحدة. كانت لوفتفافه متاخرة في تكنولوجيا الرادار باستثناء تصميماتها الرادارية UHF القابلة للاستخدام في وقت لاحق وVHF في نطاق الرادار مثل أنظمة الرادار Lichtenstein وNeptun لمقاتلاتهم الليلية. لم تدخل المقاتلة النفاثة مسرشميت مي 262 الخدمة حتى يوليو 1944، ولم تظهر هاينكل هي 162 خفيفة الوزن إلا خلال الأشهر الأخيرة من الحرب الجوية في أوروبا. لم تتمكن لوفتفافه من التعامل مع المقاتلة الدفاعية القاتلة بشكل متزايد في بريطانيا بعد معركة بريطانيا، أو مقاتلات P-51 Mustang الأسرع المرافقة بعد عام 1943.
عندما جفت إمدادات الوقود عند لوفتفافه في عام 1944 بسبب حملة النفط في الحرب العالمية الثانية، تم تخفيضها إلى أدوار مضادة للطائرات، وتم إرسال العديد من رجالها إلى وحدات المشاة. وبحلول عام 1944، قامت بتشغيل 39000 بطارية ضعيفة يعمل بها مليون شخص يرتدون الزي العسكري، من الرجال والنساء.
أفتقرت لوفتفافه إلى قاذفات القنابل من أجل القصف الاستراتيجي، لأنها لا تعتقد أن مثل هذا القصف جدير بالاهتمام، خاصة بعد 3 يونيو 1936، وفاة الجنرال والتر فيفر، المؤيد الرئيسي لقوة قاذفات لوفتفافه الإستراتيجية. لقد حاولوا بالقيام بعض القصف الاستراتيجي في الشرق مع إشكالية في هاينكل هي 177. كان نجاحهم الوحيد هو تدمير قاعدة جوية في قاعدة بولتافا الجوية، أوكرانيا خلال عملية الحلفاء، التي تضم 43 قاذفة بي-17 جديدة ومليون طن من وقود الطائرات.